# Amatenango de la Frontera
Amatenango de la Frontera est une municipalité du Chiapas, au Mexique. Elle couvre une superficie de 171,4 km2 et compte 30 732 habitants en 2015.